# 大井パーキングエリア

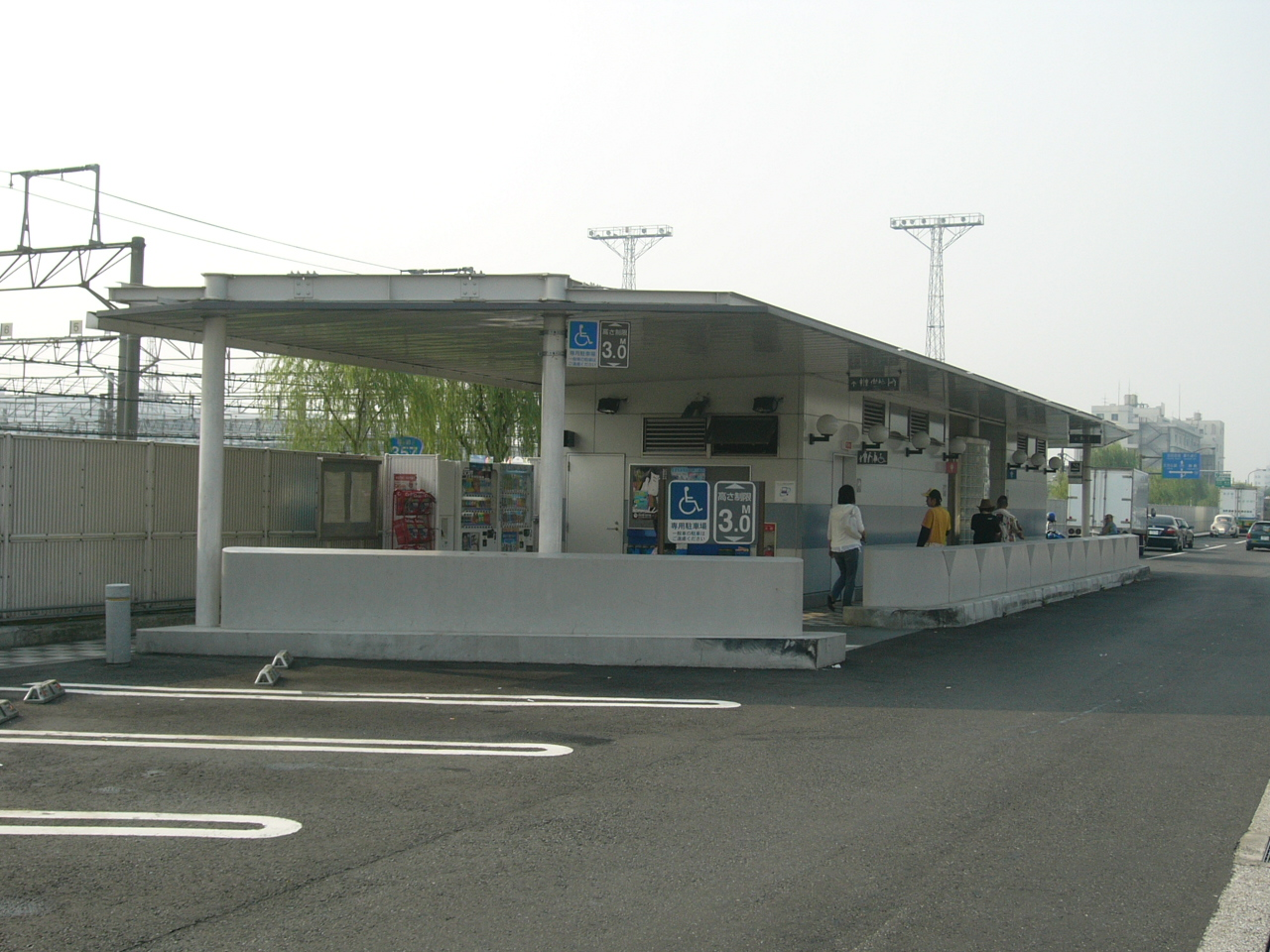
大井PA（西行）（2006年8月撮影）

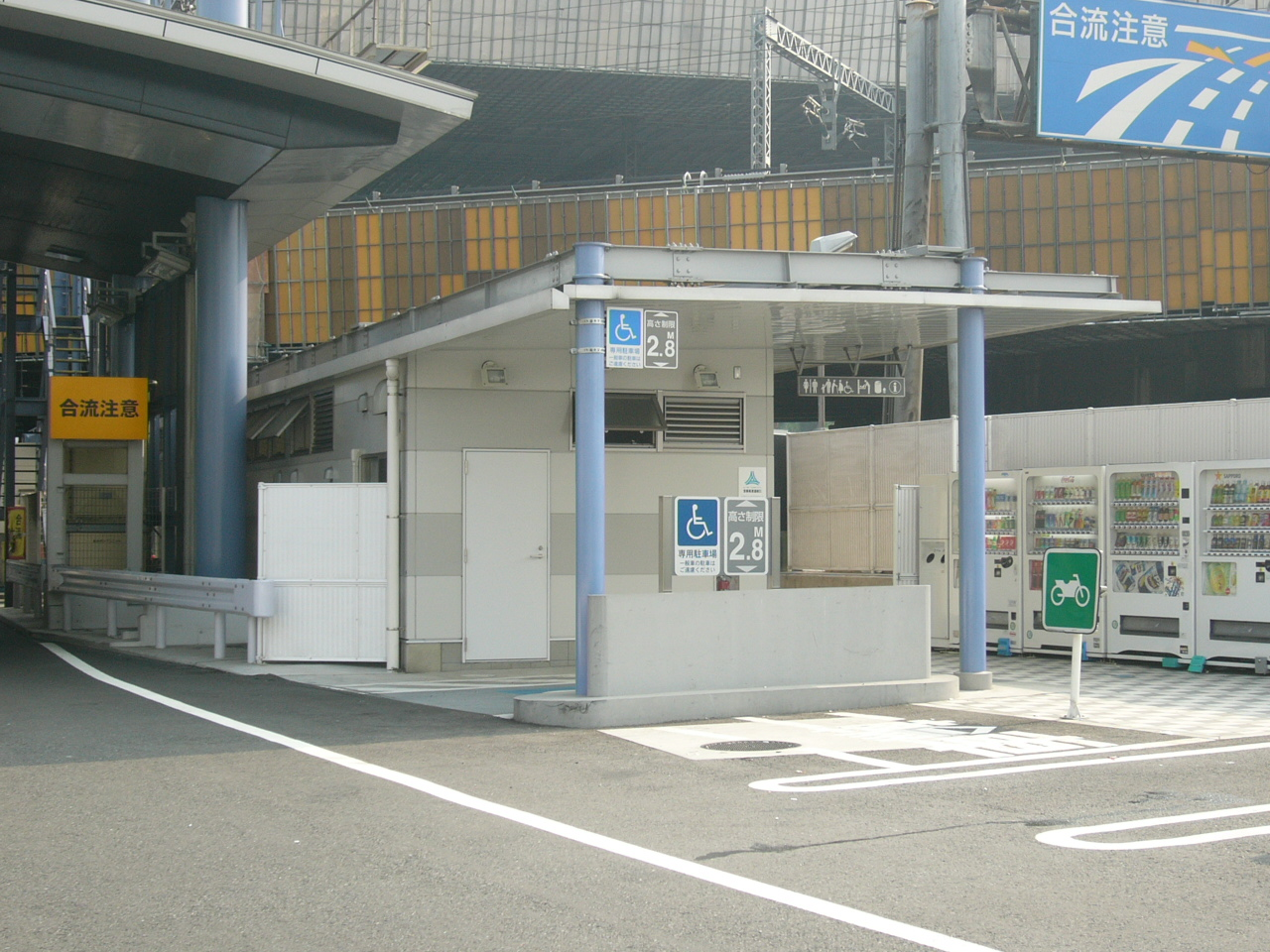
大井PA（東行）（2006年8月撮影）

大井パーキングエリア（おおいパーキングエリア）は、東京都品川区の首都高速湾岸線上にあるパーキングエリアである。

## 概要
西行（北緯35度35分38.3秒 東経139度45分20秒 / 北緯35.593972度 東経139.75556度）・東行（北緯35度35分32.6秒 東経139度45分18.1秒 / 北緯35.592389度 東経139.755028度）ともに大井南出入口の東京側出入口と横浜側出入口の間に挟まれる形で設置されている。
かつては、西行は大井南出入口先の左側、東行は大井TB先の左側にそれぞれ位置していたが、中央環状線大井JCTの建設工事に伴い、2012年7月17日に西行は0.6km、東行は2.0km 横浜方面側へそれぞれ移転した。
これにより、西行・東行ともに大井南出口と大井南入口の間に位置することとなり、これまで可能だった東行の大井南入口から流入した車両の利用は不可となった（ちなみに2019年に東行きの大井南入口自体が中央環状線専用の中環大井南入口へと転換されている）。

## 道路
- 首都高速湾岸線

## 施設

### 西行
所在地 : 東京都品川区八潮3丁目6-4
- 駐車場
  - 大型 11台
  - 小型 30台
  - 二輪車 5台
  - 身障者用 1台
- トイレ
  - 男性 大2(洋式2)・小4
  - 女性 5 (洋式5)
  - 車椅子用 1
- ハイウェイ情報ターミナル
- 自動販売機

### 東行
所在地 : 東京都品川区八潮3丁目6-1
- 駐車場
  - 大型 4台
  - 小型 19台
  - 二輪車 4台
  - 身障者用 1台
- トイレ
  - 男性 大2(洋式2)・小3
  - 女性 4 (洋式4)
  - 車椅子用 1
- ハイウェイ情報ターミナル
- 自動販売機

## 隣
首都高速湾岸線
(B16,B17)空港中央出入口 - 東海JCT - 大井PA（西行） - (B18,B19)大井南出入口（東行きは出口のみ） - 大井JCT - 大井PA（東行） -  (B21)大井出入口